# Jan z Zedazeni
Jan z Zedazeni (ur. przełom V/VI w., zm. II poł. VI w.) – święty mnich chrześcijański.
Pochodził z Syrii, ze wsi w okolicach Antiochii. Według hagiografii w młodym wieku złożył śluby mnisze, zamieszkał w monasterze w osobnym eremie, gdzie po wielu latach życia monastycznego zyskał opinię świętego starca. Fakt, iż z powodu odwiedzających go wiernych nie mógł jak dawniej spędzać całego czasu w samotności, razem z grupą uczniów odszedł z klasztoru i zamieszkał na pustyni. Jednak jego nowa pustelnia również została odkryta. Wówczas we śnie miał ujrzeć Matkę Bożą, która nakazał mu wybrać dwunastu najbardziej cnotliwych mnichów spośród swoich naśladowców i udać się razem z nimi do Iberii, by tam umacniać Kościół chrześcijański. Jan nakazał wszystkim swoim uczniom odbyć dziesięciodniowy post, po czym po Świętej Liturgii wylosował dwunastu z nich: Szio, Dawida, Antoniego, Tadeusza, Stefana, Izydora, Michała, Pirosa, Zenona, Ise, Józefa i Abibosa. Przełożonym pozostałych na miejscu mnichów wyznaczył Eutymiusza. Wędrując do Iberii, przyjęli błogosławieństwo od św. Szymona Słupnika.
Mnisi dotarli do Mcchety w okresie panowania króla Parsmana (ok. 541-555), zostali powitani przez Katolikosa-Arcybiskupa Eulaliusza. Według hagiografii przy powitaniu Eulaliusz posługiwał się językiem gruzińskim, podczas gdy przybysze z Syrii odpowiadali swoją ojczystą mową, jednak wszyscy doskonale się rozumieli. Katolikos urządził dla nich mieszkanie w swoim pałacu, zostali pozytywnie przyjęci przez miejscowych wiernych, którzy zaczęli zwracać się do nich z prośbą o rady duchowe. Mnichom przypisuje się również dar uzdrawiania. Po pewnym czasie postanowili przenieść się na górę zwaną Zaden (następnie Zedazeni), którą uważano za miejsce zamieszkane przez złe moce. Po drodze, po modlitwie wygłoszonej przez mnicha Szio, rozstąpiły się przed nimi wody rzeki Argwa. Na górze mnisi urządzili świątynię w jaskini, sami zaś zamieszkali w szałasach. Szybko w nowym miejsce ponownie zaczęli przybywać do nich chorzy w nadziei na uzdrowienie. Do Jana i pozostałych dwunastu mnichów dołączali również nowi kandydaci do życia mniszego. Wówczas Jan w widzeniu sennym miał ponownie ujrzeć Matkę Bożą, która nakazała mu skierować otaczających go mnichów do pracy misyjnej w całej Iberii. Tak też uczynił, sam pozostając na górze, spotykając się z wiernymi, wspomagając ich radą i modlitwą, a nauczając i uzdrawiając.
Przed śmiercią (ok. 553) Jan spotkał się ostatni raz ze swoimi uczniami, po czym zmarł i zgodnie ze swoim życzeniem został pochowany w jaskini na górze Zaden. Jego grób stał się miejscem pielgrzymek; w X w. w skale na górze wykuto świątynię, w której ołtarzu znalazł się grób mnicha Jana. W okresie sprawowania urzędu Katolikosa-Patriarchy Gruzji przez Arseniusza III powstał jego pierwszy żywot.